# Bim de Verdier
Bim de Verdier é uma atriz sueca com atividades profissionais na Suécia e no Brasil entre outros países. Também trabalha como diretora de teatro, dramaturga e professora/pesquisadora de teatro.[carece de fontes?]